# Chantal Goya
Pour les articles homonymes, voir Goya.
Chantal de Guerre, dite Chantal Goya, née le 10 juin 1942 à Saïgon (Indochine), est une actrice et chanteuse française.

## Biographie

### Origines familiales
Chantal de Guerre naît à Saïgon le 10 juin 1942, dans une plantation, d'un père vosgien, Bertrand de Guerre (1912-1974), et d'une mère béké, Colette Dartiguenave (1921-2018). Elle est l'aînée d'une famille de cinq enfants (un frère et trois sœurs) et la cousine éloignée du comédien Claude Rich et du chanteur Philippe Lavil. Sa jeunesse est austère : « Jamais de musique ni de cinéma, ça n'existait pas », explique-t-elle a posteriori.
La famille de Guerre quitte l'Indochine française en 1946, aux débuts du conflit d'indépendance, et s’installe à Remiremont, dans les Vosges.
Elle fait une partie de ses études à Paris, où elle n'obtient pas le baccalauréat. Elle part alors pour l'Angleterre comme jeune fille au pair, et étudie au lycée français de Londres,, où elle obtient un diplôme d'anglais.

### Premiers succès
Sa rencontre avec Jean-Jacques Debout constitue un tournant dans sa vie, alors qu'elle voulait initialement devenir journaliste. Il la présente à Daniel Filipacchi, alors en train de lancer un nouveau magazine, Mademoiselle Âge tendre, où l'on découvre Chantal en tant que modèle photo. Le créateur de Salut les copains devient alors son producteur, comme pour Sylvie Vartan ou même Jean Ferrat. Jean-Jacques Debout commence à composer pour elle des chansons originales, dont C'est bien Bernard le plus veinard et Une écharpe, une rose.
Chantal fait de la figuration aux Studios de Boulogne. Pour assurer la promotion de ses chansons, Chantal passe régulièrement dans des émissions de télévision. Jean-Luc Godard la remarque et voit en elle la jeune fille moderne qu'il imaginait pour son film Masculin féminin, qui sort en 1966. Elle y apparaît aux côtés de Jean-Pierre Léaud, Marlène Jobert et Brigitte Bardot. Elle joue ensuite dans des films réalisés notamment par Pierre Tchernia, Philippe Labro et Didier Kaminka,. Enceinte, elle est contrainte de décliner une proposition de rôle dans L'Étau d'Alfred Hitchcock et se voit remplacée par Claude Jade.
Dans le même temps, Chantal enregistre quelques disques yéyé sous la direction artistique de Mickey Baker. Elle figure sur la « photo du siècle » regroupant 46 vedettes françaises de l'époque du yéyé (dont Jean-Jacques Debout) en avril 1966.
Puis, pour un temps, elle met sa carrière entre parenthèses, afin de se consacrer à ses enfants.

### Carrière pour enfants
Retour à la chanson en 1972 pour l'émission Top à... Sylvie Vartan où elle chante et danse avec son amie et interprète seule Les Boules de neige. Puis, en 1974 lors d'un autre Top à... Sylvie, un nouveau duo la met en lumière : Les petites filles modèles.
En 1975, elle enregistre en duo avec Guy Mardel le titre Prends une rose qui est sélectionné par un jury pour participer au Concours de la Chanson française, concours visant à déterminer la chanson qui représentera la France à la finale du concours de l'Eurovision. Mais cette année-là, ce sera finalement la chanson Et bonjour à toi l'artiste, chantée par Nicole Rieu qui sera choisie pour représenter la France lors de la finale du concours de l'Eurovision. Mais sortant en 45 tours, la chanson Prends une rose connaît un relatif bon succès au hit-parade.
En 1975, pour l'émission Numéro un Carlos, produite par  Maritie et Gilbert Carpentier, son mari, Jean-Jacques Debout, souhaite au départ la participation de Brigitte Bardot. Cette dernière commence par accepter, puis refuse au dernier moment, à la suite d'une grippe. Afin de remplacer cette séquence, Jean-Jacques Debout écrit et compose alors la chanson Adieu les jolis foulards, qu'il propose à Chantal Goya pour chanter juste le soir de l'émission. Elle accepte et, grâce à cette chanson, obtient un certain succès. Sa carrière de chanteuse redémarre, sa prestation étant suivie dès le lendemain de diffusion de l'émission de nombreux coups de téléphone au standard de TF1 qui a diffusé le programme.
Jean-Jacques Debout décide de sortir le disque, et en 1976 Chantal Goya signe un contrat de cinq ans chez RCA. L’année suivante sort un premier album, Voulez-vous danser grand-mère ?, qui contient notamment les titres Allons chanter avec Mickey et Un lapin.
Enchaînant les succès (Bécassine, C'est Guignol !, Monsieur le chat  botté, Pandi Panda, Snoopy, Babar...), le couple Debout-Goya, avec la collaboration de Roger Dumas, monte des contes télévisés (Je reviendrai, Marie-Rose, Au bonheur des enfants, La Poupée de sucre) ainsi que des spectacles pour enfants sur le thème du voyage et du rêve,,.
Après avoir enregistré le générique du film Le Temps des vacances de Claude Vital, dans lequel elle apparaît dans son propre rôle, Chantal Goya interprète également plusieurs génériques, à la fois pour des téléfilms comme Les malheurs de Sophie (1979) et pour des dessins animés comme Les Misérables (1980), Bouba le petit ourson (1981), Les quatre filles du docteur March (1984), et David le Gnome (1987).

### Période 1986-1993
Lors de l'émission Le Jeu de la vérité présentée en direct de Lyon le 13 décembre 1985 par Patrick Sabatier, une institutrice interrogeant Chantal Goya qualifie son univers d'« abêtissant ». Piquée au vif, la chanteuse réplique tout en se défendant maladroitement et en entamant le refrain d'une de ses chansons Jeannot Lapin. Chantal Goya connaît des difficultés après l'émission, et ce jusqu'en 1993.
Chantal Goya est revenue sur « l'affaire » à de nombreuses reprises, dans la presse écrite et audiovisuelle, et dira être tombée dans un piège. Réticente à l'idée de participer à une émission qui ne lui semble pas correspondre à son public, elle aurait finalement cédé après que les producteurs de l'émission lui ont promis que ce seraient des enfants qui lui poseront des questions au téléphone, version contestée par l'animateur Patrick Sabatier. Finalement, elle doit répondre sur scène, en direct du Palais des sports de Lyon, à la fin de son spectacle, vêtue d'une robe issue de son spectacle Le mystérieux voyage de Marie-Rose et peu adaptée au contexte devant son public d'enfants qu'on ne montre pas à l'image, à des questions posées de manière agressive par des adultes, d'où le résultat catastrophique à l'écran.
L'image de la chanteuse est ternie, les ventes de disques chutent considérablement, les moyens investis dans ses spectacles deviennent beaucoup plus modestes. La médiatisation se fait plus rare. Mais Chantal Goya n'abandonne pas sa carrière pour autant : à la suite du spectacle Le Mystérieux Voyage, elle se tourne vers le public étranger, lance un mensuel (Le petit journal de Marie-Rose), sort chaque année jusqu'en 1990 un album studio inédit, et propose, après une expérience télévisuelle en 1988 sur Antenne 2 avec Jacqueline Joubert (Le Monde Magique), une nouvelle comédie musicale intitulée L'Étrange Histoire du château hanté au Palais des congrès de Paris en 1989.
En 1993, c'est le grand retour sur scène très médiatisé. Dans sa salle fétiche, le Palais des congrès de Paris, produite par Roland Hubert et Charley Marouani, elle propose les meilleurs moments de ses spectacles précédents. Dorothée lui propose de rejoindre sa maison de disques et elle signe un contrat de distribution avec « AB Disques » et publie une autobiographie, Tu t'appelles Chantal Goya comment ?. Elle sera invitée de nombreuses fois en 1993 et 1994 au Club Dorothée pour y faire la promotion de l'album La poussière est une sorcière ainsi que de son spectacle. En parallèle, elle enregistre pour les éditions Atlas, les histoires des Martine accompagnées d'une chanson inédite pour chaque numéro. Le premier numéro est certifié disque d'or.
Elle présente un spectacle inédit au Casino de Paris en 1997, Le Grenier aux trésors, qui reste cinq semaines à l'affiche et se joue l'année suivante au Théâtre de l'Empire.

### Renouveau

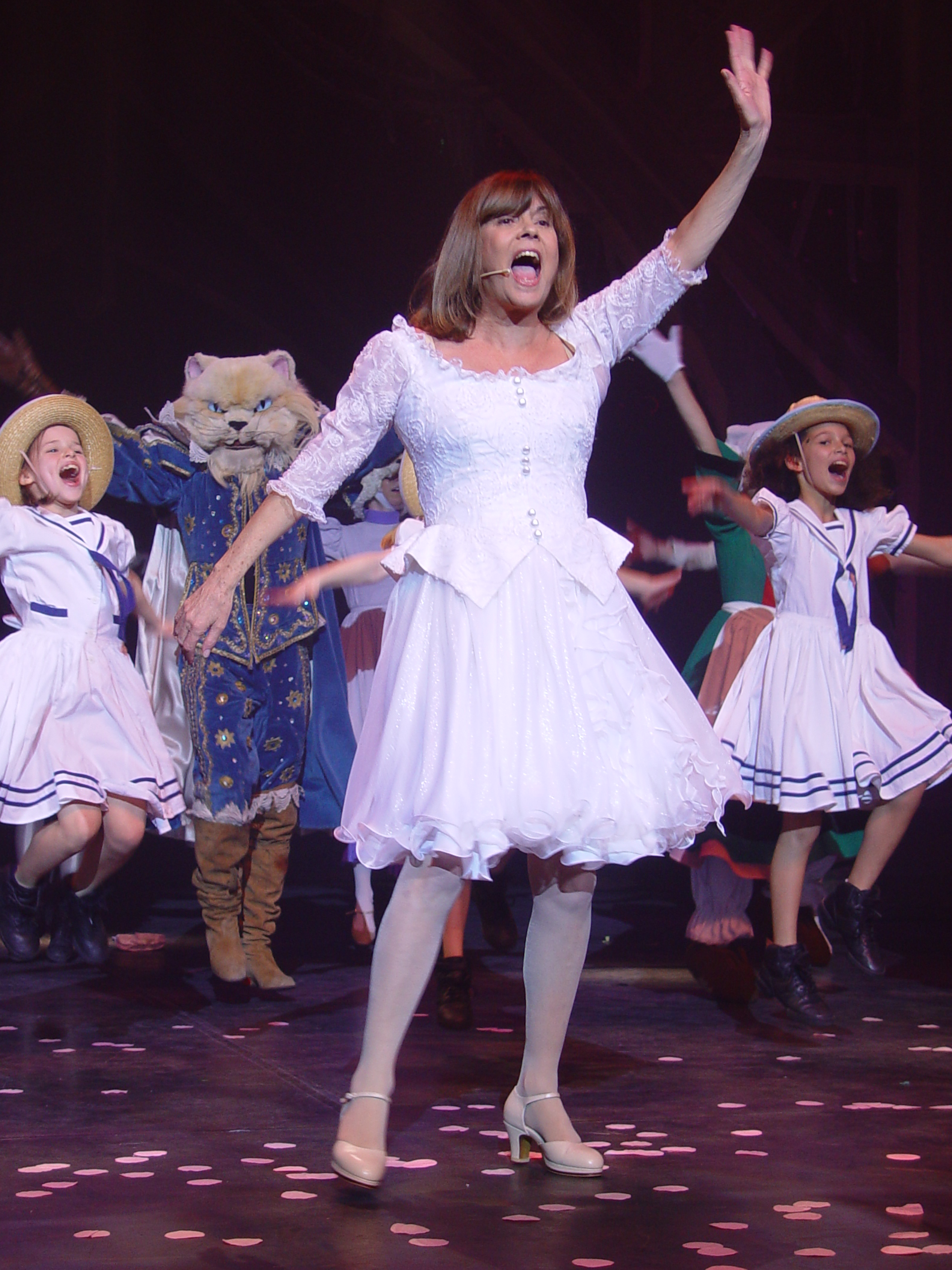
Finale au Palais des Beaux-Arts de Charleroi en 2007.

Après le Bataclan, en décembre 1999 et fin 2000, Chantal Goya se produit dans une discothèque parisienne branchée, le Scorp. L'accueil y est tellement exceptionnel que de nombreuses discothèques de province la réclament – notamment parmi la communauté gay, masculine comme féminine, qui l'accueille chaleureusement –, des prestations qu'elle alterne avec des scènes prestigieuses comme le Grand Rex ou l'Olympia en 2001.
Le réalisateur Gabriel Aghion lui propose de jouer son propre rôle dans Absolument fabuleux (avec Josiane Balasko et Nathalie Baye) en 2001, remake de la série britannique Absolutely Fabulous, un long métrage soutenu par une intense promotion de la part de la chanteuse. La bande originale du film Becassine is my Cousine entre alors au Top 50. La chanteuse compte désormais un public composé majoritairement d'adultes, mais touche aussi une nouvelle génération d'enfants.
Sa seconde autobiographie, La niaque, est publiée en 2004. Deux ans plus tard, elle sort un nouvel album de douze titres, Au pays des étoiles.
S'ensuit une décennie de diverses compilations de ses succès et de florilèges scéniques. En 2006-2007, elle joue la tournée Il était une fois... Marie-Rose. En 2008, Chantal Goya entame une tournée avec la reprise du spectacle Le Mystérieux Voyage de Marie-Rose, joué dans des décors virtuels. Le 17 novembre 2008 sort un coffret DVD de ses trois plus beaux spectacles, qui au bout d'un an obtient la récompense de "double DVD de platine".
L'année 2009, qui coïncide avec ses 30 ans de scène, est le prétexte à Happy Birthday Marie-Rose, un énième florilège de ses succès. Le 23 septembre 2009, Chantal Goya publie chez Flammarion sa troisième autobiographie, Des poussières d'étoiles dans les yeux.
En 2010, elle s'associe au producteur Gilbert Coullier, et à partir du 24 octobre de la même année elle repart en tournée avec la reprise de son spectacle L'Étrange Histoire du château hanté, et s'arrête pour dix représentations au Palais des congrès de Paris. La chanteuse offre un nouvel album, qui met en musique les Fables de La Fontaine.
En 2013 paraît une intégrale de la quasi-totalité de son répertoire pour enfants en 21 CD.
En janvier 2014, Chantal Goya propose une autre version de La Planète merveilleuse pour quatre séances à Paris, suivies d'une tournée.
Le 19 novembre 2014, la ville d'Argenteuil ouvre une crèche qui porte son nom. Elle se produit du 17 octobre 2015 au 10 janvier 2016 au Théâtre de Paris dans Les Aventures fantastiques de Marie-Rose.
À partir du printemps 2025, Chantal Goya entame une nouvelle tournée intitulée Sur la route enchantée, prévue jusqu'en 2026, pour célébrer ses 50 ans de carrière avec une série de spectacles à travers la France et la Belgique.

## Vie privée
Elle fait la connaissance de Jean-Jacques Debout en 1964 et l'épouse le 25 février 1966. Ils ont deux enfants : Jean-Paul, né en 1966, et Clarisse, née en 1968.

### Engagements politiques
Lors de l'élection présidentielle de 1974, Chantal Goya apporte son soutien au candidat de droite Valéry Giscard d'Estaing face au socialiste François Mitterrand,.
En novembre 2013 elle signe une pétition contre la proposition de loi visant à pénaliser les clients de la prostitution.

### Origine du nom de scène
Un ami, trouvant à Chantal de Guerre une ressemblance avec un tableau peint par Francisco de Goya, Don Manuel Osorio Manrique de Zúñiga, enfant, suggéra à son mari Jean-Jacques Debout que si un jour elle devait être une artiste, Chantal Goya devrait être son nom de scène,.

## Discographie

### Singles
- 1964: C'est bien Bernard
- 1964: Comment le revoir ?
- 1965: Si tu gagnes au flipper
- 1965: Une écharpe, une rose
- 1966: Laisse moi
- 1966: Masculin Féminin
- 1967: J'ai le cœur en peine, j'ai le cœur en joie
- 1972: Les Boules de neige
- 1975: Prends une rose (en duo avec Guy Mardel)
- 1975: Adieu les jolis foulards
- 1976: Dans notre maison
- 1976: Davy Crockett
- 1977: Allons chanter avec Mickey
- 1977: Un lapin
- 1977: On va jouer au carnaval
- 1978: La Poupée
- 1979: Bécassine
- 1979: Le Temps des vacances
- 1979: Mon ami le pélican
- 1979: Les Malheurs de Sophie
- 1980: Pipotin
- 1980: C'est Guignol !
- 1980: L'été en plus
- 1981: Ballade pour Cosette (Les Misérables)
- 1981: Le Coucou
- 1981: Comme Tintin
- 1981: Bouba, le petit ourson
- 1982: Monsieur le Chat Botté
- 1983: Pierrot Gourmand
- 1983: Babar
- 1983: Mon Pinocchio
- 1984: Mecky le hérisson
- 1984: Snoopy
- 1984: Pandi-Panda
- 1984: La chanson de Mamie Nova
- 1984: Les 4 filles du docteur March
- 1985: Félix le Chat
- 1985: Les Champignoux
- 1986: Dou ni dou ni day
- 1986: Protégez-les
- 1986: La Marche des enfants
- 1987: Ma poupée de Chine
- 1987: David le Gnome
- 1988: Mais en attendant Maître Renard
- 1989: Professeur Nimbus
- 1989: Fantômes
- 1990: Rythme
- 1991: Toutou mon p'tit toutou
- 1993: La poussière est une sorcière
- 1994: Au Pays des souris
- 2001: Bécassine is my cousine
- 2002: Capitaine Flam (la chevauchée du Capitaine Flam)
- 2003: Snoopy 2002
- 2006: Au pays des étoiles
- 2007: Quand les enfants sont là
- 2012: Siffle, siffle, la marmotte
- 2019: Il n'y a pas de cigognes en hiver
- 2022: Toi, mon doudou

### Albums originaux
- 1977 : Voulez-vous danser grand-mère ?
- 1978 : La Poupée
- 1979 : Bécassine
- 1980 : C'est Guignol !
- 1981 : Comme Tintin
- 1982 : Monsieur le Chat Botté
- 1983 : Mon Pinocchio - Babar
- 1984 : Snoopy - Pandi Panda
- 1985 : Félix le Chat
- 1986 : Dou ni dou ni day
- 1987 : Le monde tourne à l'envers
- 1988 : Isabelle, c'est la fille de Babar
- 1989 : L'Étrange Histoire du château hanté
- 1990 : Rythme et Couleur
- 1994 : La Poussière est une sorcière
- 1997 : Le Grenier aux trésors
- 2006 : Au pays des étoiles
- 2010 : Chantons les fables de La Fontaine
- 2015 : Les Aventures fantastiques de Marie-Rose
- 2021 : Chantal Goya chante Noël

### Albums en concert
- 1980 : Dans la Forêt magique
- 1981 : Le Soulier qui vole
- 1983 : La Planète merveilleuse... en public
- 1985 : Le Mystérieux Voyage de Marie-Rose

### Compilations et rééditions
- 1981 : Chantal Goya (compilation) - RCA
- 1982 : L'Album Or - RCA
- 1987 : Le Monde magique - RCA
- 1989 : + d'une heure de programme - EMI
- 1993 : Mes personnages enchantés - AB/BMG
- 1994 : Le Soulier qui vole 95 - AB/BMG
- 1998 : Ses plus belles chansons - PolyGram
- 1998 : Les Années 60 - Magic records
- 2001 : Ma minithèque - Universal
- 2001 : Le Meilleur - Universal
- 2002 : Absolument Goya (remixes) - Universal
- 2004 : Best of (DVD du spectacle Le mystérieux voyage de Marie-Rose) - Universal
- 2006 : Masculin féminin, (OST réédition 2006) - Magic Records
- 2005 : Chantal Goya Story (édition simple et édition collector avec livret de 32 pages) - Universal
- 2008 : Happy Birthday Marie-Rose et Mes plus belles chansons (double CD) - Sterne
- 2010 : L'Étrange Histoire du château hanté (réédition 2010) - Sterne
- 2012 : Les Tables de multiplication - Sterne
- 2013 : L'Intégrale (coffret de 21 CD - 285 titres) - Sterne
- 2013 : La Planète merveilleuse (réédition tronquée de l'album public de 1983) - Sterne
- 2018 : Le Soulier qui vole (réédition tronquée de l'album public de 1981) - Sterne

## Spectacles

### Comédies musicales originales
- La Forêt magique (Olympia, 1979-1980)
- Le Soulier qui vole (Palais des Congrès, 1980-1981 ; tournée, 1981-1982 ; reprise, 1994-1995 ; reprise au Palais des Congrès et en tournée en 2019-2020-2021-2022)
- La Planète merveilleuse (Palais des Congrès, 1982-1983 ; tournée 1983-1984 ; reprise, 2013-2014)
- Le Mystérieux Voyage de Marie-Rose (Palais des Congrès, 1984-1986 ; tournée, 1985 ; reprise, 2008)
- L'Étrange Histoire du château hanté (Palais des Congrès, 1989 ; reprise, 2010-2011)
- Le Grenier aux trésors (Casino de Paris, 1997 ; Théâtre de l'Empire, 1998)
- Les Aventures fantastiques de Marie-Rose (Théâtre de Paris, 2015-2016 ; tournée)

### Galas
- Chantal Goya à l'Olympia (1978)
- Rythme et Couleur (1990)
- 25 Ans de Chansons (Grand Rex, 2000-2001)
- Absolument Goya (Olympia, 2001-2002)

### Spectacles «pots-pourris»
- Le Monde magique de Chantal Goya (Château de Saint-Loup-sur-Thouet) (1988)
- Au pays des rêves fantastiques (Tournée 1991-1992)
- Féérie de Noël (1993-1994)
- Le Monde merveilleux de Chantal Goya (Bataclan et tournée 1999-2000-2001-2002)
- Au Pays des Rêves (Palais des congrès et tournée 2004-2006)
- Il était une fois... Marie-Rose (Tournée 2006-2007)
- Happy Birthday Marie-Rose (Tournée 2008-2010)
- Le Monde magique (Tournée 2011-2013)
- Sur la route enchantée (Tournée 2022-2023-2024-2025)

- 50 ans d'amour (Palais des Congrès 2025 + tournée)

## Filmographie sélective
- 1966 : Masculin féminin de Jean-Luc Godard : Madeleine
- 1968 : Les Dossiers de l'Agence O (épisode Le Prisonnier de Lagny), de Jean Salvy : Cécile Chauffier Mignot
- 1968 : L'amour c'est gai, l'amour c'est triste de Jean-Daniel Pollet : Arlette
- 1969 : L'Échelle blanche de Robert Freeman : Monique
- 1969 : Tout peut arriver de Philippe Labro : Chantal
- 1974 : Les Gaspards de Pierre Tchernia : Marie-Hélène Rondin
- 1975 : Trop c'est trop de Didier Kaminka : Carole
- 1978 : Le Temps des vacances de Claude Vital : elle-même
- 1987 : Pas de pitié pour les croissants (épisode 15 : Croissant 0,5) : elle-même
- 2001 : Absolument fabuleux de Gabriel Aghion : elle-même

## Émissions télévisées
- 1977-2010 : L'École des fans (27 novembre 1977) sur Antenne 2 (première participation)[23] : 15 participations
- 1978 : Je reviendrai Marie-Rose (8 avril 1978) sur TF1
- 1978 : Au bonheur des enfants (23 décembre 1978) sur TF1.
- 1979 : Le voyage de l'espérance (26 mai 1979) sur TF1.
- 1980 : La Forêt magique (15 avril 1980) sur TF1, rediffusion le 31 décembre 1988 sur M6.
- 1981 : Marchand de sable (14 novembre 1981) sur TF1.
- 1982 : L'École des fans (26 décembre 1982) sur Antenne 2.
- 1983 : L'École des fans (6 novembre 1983) sur Antenne 2[24].
- 1983 : La Poupée de sucre (feuilleton diffusé du 15 au 25 décembre 1983) sur TF1.
- 1984 : La Semaine enchantée de Chantal sur TF1.
- 1986 : L'École des fans, sur Antenne 2[25]
- 1987 : Embarquement immédiat au Château de Montgeoffroy sur FR3.
- 1988 : Le monde magique de Chantal Goya sur Antenne 2.
- 2005 : Celebrity Dancing sur TF1 : candidate.
- 2010 : Saison 1 d'On n'demande qu'à en rire sur France 2 : jurée
- 2015 : L'Œuf ou la Poule ? sur D8 : participante
- 2015 : Le Grand Match des années 80 sur D8 : candidate
- 2015 : Le Maillon faible sur D8
- 2022 : Le Grand Quiz sur TF1
- 2024 : Mask Singer (saison 6) sur TF1 : candidate sous le costume du popcorn.

## Publications

### Albums
- 1978 : Chantal Goya raconte Au Bonheur des Enfants
- 1980 : Pipotin mon petit copain (Éditions de Messine / Fernand Nathan)
- 1980 : Le Soulier qui vole (Éditions de Messine / Fernand Nathan)
- 1981 : Au pays d'Animau(x)ville (Éditions de Messine / Fernand Nathan)
- 1982 : La Planète merveilleuse (Éditions de Messine / Fernand Nathan)
- 1984 : Le Mystérieux Voyage de Marie-Rose (Éditions de Messine / Fernand Nathan)

### Autobiographies et livres de photos
- 1982 : Chantal Goya : mon livre, Éditions RP
- 1993 : Tu t'appelles Chantal Goya comment ?, Éditions Zélie
- 2002 : Les Lumières du music-hall, Jacques Pessis / Éditions Vade Retro
- 2004 : La Niaque, Jacques Marie Laffont éditeur
- 2009 : Des Poussières d'étoiles dans les yeux, Éditions Flammarion  (ISBN 9782081228603)

## Décoration
- Chevalière de l'Ordre national du Cèdre, remis en novembre 2003 par Andrée Émile Lahoud, épouse du Président de la République libanaise Émile Lahoud[26]. En 2022, elle déclare qu'elle a reçu cette décoration en raison de son engagement pour les enfants à travers ses spectacles qu'elle a régulièrement donné au Liban pendant vingt ans[27].
- Commandeure de l'ordre des Arts et des Lettres, remise en juillet 2024 par Rachida Dati, ministre française de la Culture[28].

## Produit dérivé
En 1978, la société américaine Mattel met en vente une poupée mannequin à son effigie. La poupée dispose de quelques habillages vendus séparément.